# Batalla de Fahl
La batalla de Fahl o batalla de Pella (en árabe: معركة فحل‎) se libró entre árabes y bizantinos, en la que se enfrentaron el ejército Rashidun bajo el mando de Jalid ibn al-Walid Saifullah (que significa la Espada de Al-Lah y el Imperio bizantino bajo Teodoro Tritirio (Saqalar), en Fahl (antigua Pella) en el entorno del valle de Jordán de Jordania) en enero del año 635 d. C. (13 de la Hégira). El resultado fue una clara victoria para Jalid ibn al-Walid. Algunos soldados romanos escaparon hacia Beisan. Las fuerzas de Sharhabeel ibn Hasana y Amr ibn al-As capturaron posteriormente la fortaleza de Beisan.